# Biéville-Quétiéville
Biéville-Quétiéville è un ex comune francese di 334 abitanti situato nel dipartimento del Calvados nella regione della Normandia. Dal 1º gennaio 2017 è stato accorpato al comune di  Saint-Loup-de-Fribois per formare il comune di Belle Vie en Auge, del quale costituisce comune delegato.

## Società

### Evoluzione demografica
Abitanti censiti